# Hanhals socken
Hanhals socken i Halland ingick i Fjäre härad, ingår sedan 1974 i Kungsbacka kommun och motsvarar från 2016 Hanhals distrikt.
Socknens areal är 18,77 kvadratkilometer, varav 18,55 land. År 2000 fanns här 957 invånare. Byarna Brogården, Hammerö, Hanhals, Gressela, Pilagården, Stegatorp, Sätinge och Torkelstorp ligger i socknen, liksom en liten del av Eskatorp (Ulfsbäck) samt Hanhals kyrka.   

## Administrativ historik
Hanhals socken har medeltida ursprung. 
Vid kommunreformen 1862 övergick socknens ansvar för de kyrkliga frågorna till Hanhals församling och för de borgerliga frågorna till Hanhals landskommun. Landskommunen uppgick 1952 i Fjärås landskommun som sedan 1974 uppgick i Kungsbacka kommun. Församlingen uppgick 2013 i Kungsbacka-Hanhals församling.
1 januari 2016 inrättades distriktet Hanhals, med samma omfattning som församlingen hade 1999/2000.  
Socknen har tillhört fögderier och domsagor enligt Fjäre härad. De indelta båtsmännen tillhörde Norra Hallands första båtsmanskompani.

## Geografi och natur
Hanhals socken ligger närmast sydost om Kungsbacka vid Kungsbackafjorden och kring Rolfsån. Socknen är en kuperad slättbygd.
Kungsbackafjordens naturreservat som ingår i EU-nätverket Natura 2000 delas med Fjärås, Onsala, Vallda och Ölmevalla socknar.
I socknen finns ruinerna av den medeltida borgen Hunehals. En senare sätesgård var Hammargårds säteri.

## Fornlämningar
Från stenåldern finns cirka 50 boplatser. Från bronsåldern finns gravrösen och stensättningar.
På Hanhalsholme låg åren 1290 till 1330 en dansk fästning som användes av Greve Jacob av Halland efter påstådd inblandning i mordet på Erik Klipping. Fästningen hade namnet Hunehals och anses generellt som en föregångare till mer kända Varbergs fästning. Borgen låg längst ut på Hanhalsholme, längst in i Kungsbackafjorden. Den hade under 1200- och 1300-talen stor strategisk betydelse i krigen mellan Danmark och Norge, såsom belägen längst norr ut i dåvarande Danmark och nära Norges dåvarande sydliga gräns vid Göta älv. Den skall också tidvis haft svenska ägare genom bland annat hertig Erik. Borgen skall ha belägrats av danskar 1328 och därefter förstörts.

## Namnet
Namnet (1306 Hunä hals) kommer från kyrkbyn som i sin tur tagit namnet från en udde, Hunehals. Förleden innehåller hun, 'låshus', 'kubbe, kloss' syftande på den höga udden. Efterleden hals bör syfta på uddens insnörda landsfäste.

## Befolkningsutveckling
Befolkningen ökade från 655 1810 till 1 015 1850 varefter den minskade till 679 1920. Därefter ökade folkmängden på nytt till 867 1950 varpå den drastiskt minskade till 484 1960. Efter det ökade folkmängden till 861 1990. Befolkningsminskningen på 1950-talet berodde på att ett område med 300 invånare överfördes till Kungsbacka församling 1954.
| Befolkningsutvecklingen i Hanhals socken 1750–1990                                                      | Befolkningsutvecklingen i Hanhals socken 1750–1990 | Befolkningsutvecklingen i Hanhals socken 1750–1990 | Befolkningsutvecklingen i Hanhals socken 1750–1990 | Befolkningsutvecklingen i Hanhals socken 1750–1990 |
| --- | -------------------------------------------------- | -------------------------------------------------- | -------------------------------------------------- | -------------------------------------------------- |
| |                                                    |                                                    |                                                    |                                                    |
| År |                                                    |                                                    | Folkmängd                                          |                                                    |
| 1750 | 1750                                               |                                                    | 550                                                |                                                    |
| 1760 | 1760                                               |                                                    | 617                                                |                                                    |
| 1769 | 1769                                               |                                                    | 616                                                |                                                    |
| 1780 | 1780                                               |                                                    | 586                                                |                                                    |
| 1790 | 1790                                               |                                                    | 549                                                |                                                    |
| 1800 | 1800                                               |                                                    | 642                                                |                                                    |
| 1810 | 1810                                               |                                                    | 655                                                |                                                    |
| 1820 | 1820                                               |                                                    | 827                                                |                                                    |
| 1830 | 1830                                               |                                                    | 883                                                |                                                    |
| 1840 | 1840                                               |                                                    | 923                                                |                                                    |
| 1850 | 1850                                               |                                                    | 1 015                                              |                                                    |
| 1860 | 1860                                               |                                                    | 1 004                                              |                                                    |
| 1870 | 1870                                               |                                                    | 920                                                |                                                    |
| 1880 | 1880                                               |                                                    | 865                                                |                                                    |
| 1890 | 1890                                               |                                                    | 851                                                |                                                    |
| 1900 | 1900                                               |                                                    | 802                                                |                                                    |
| 1910 | 1910                                               |                                                    | 701                                                |                                                    |
| 1920 | 1920                                               |                                                    | 679                                                |                                                    |
| 1930 | 1930                                               |                                                    | 734                                                |                                                    |
| 1940 | 1940                                               |                                                    | 727                                                |                                                    |
| 1950 | 1950                                               |                                                    | 867                                                |                                                    |
| 1960 | 1960                                               |                                                    | 484                                                |                                                    |
| 1970 | 1970                                               |                                                    | 559                                                |                                                    |
| 1980 | 1980                                               |                                                    | 780                                                |                                                    |
| 1990 | 1990                                               |                                                    | 861                                                |                                                    |
| Anm: Källor: Umeå universitet - Tabellverket 1749-1859, Demografiska databasen, CEDAR, Umeå universitet |                                                    |                                                    |                                                    |                                                    |